# Miguel Rodríguez
Miguel Rodríguez, född den 5 januari 1967, är en mexikansk före detta friidrottare som tävlade i gång. 
Rodríguez främsta merit är hans bronsmedalj på 50 km gång vid VM 1997 i Aten. Han deltog vid tre olympiska spel och blev som bäst sjua vilket han blev vid Olympiska sommarspelen 2000 i Sydney. 

## Personliga rekord
- 50 km gång - 3:42.45